# Liste von Opernhäusern/Afrika
Diese Liste ist eine Unterseite der Liste von Opernhäusern. Aufgelistet werden namhafte Opernhäuser und Opernkompagnien in Afrika. Gelistet werden pro Land Name, Ort und Details, ergänzt um die offiziellen Websites und – sofern verfügbar – Bilder der Opernhäuser und -kompagnien. Auch nicht mehr existierende Opernhäuser und -kompagnien werden mit entsprechender Kennzeichnung aufgeführt.

## Opernhäuser in Afrika

### Ägypten
| Ort        | Opernhaus            | Details | Offizielle Website | Bild |
| ---------- | -------------------- | --- | ------------------ | ---- |
| Alexandria | Theater (Alexandria) | Das Theater (auch Alexandria Opera House bzw. Saïd Darwich Theatre) in Alexandria wurde von 1918 bis 1921 im Stil des Eklektizismus nach Entwürfen des französischen Architekten Georges Parcq errichtet. Es nennt sich heute Theatre Mohamed Aly, ursprünglich war das Theater nach Saïd Darwich benannt. | Website            |      |
| Damanhur   | Damanhur Opera House | Das Damanhur Opera House ist ein Opernhaus in Damanhur. | Website            |      |
| Kairo      | Opernhaus Kairo      | Das Opernhaus Kairo (arabisch, DMG Dār al-Ūbirā al-Miṣriyya) gehört zum Kairoer Nationalen Kulturzentrum und ist das bedeutendste Theater der ägyptischen Hauptstadt. Es befindet sich im südlichen Teil der Nil-Insel Gezira im Stadtbezirk Zamalek, unweit der Innenstadt von Kairo, und ist die Heimstatt mehrerer Musik-, Theater- und Tanzensembles. | Website            |      |
| Kairo      | Khedivial-Opernhaus  | Das Khedivial-Opernhaus, auch „Königliche Oper“ genannt, wurde am 1. November 1869 in Kairo eröffnet. Es wurde auf Anordnung von Ismail Pascha, dem Khediven (Vizekönig) der osmanischen Provinz Ägypten, zur Feier des im gleichen Jahr eröffneten Sueskanals erbaut. Als erstes Werk wurde Rigoletto von Giuseppe Verdi aufgeführt. In den frühen Morgenstunden des 28. Oktober 1971 wurde der Bau durch einen Brand vollständig zerstört. 1988 wurde mit dem Opernhaus Kairo ein neues Opernhaus eröffnet. | Website            |      |

### Algerien
| Ort    | Opernhaus                                      | Details | Offizielle Website | Bild |
| ------ | ---------------------------------------------- | --- | ------------------ | --- |
| Algier | Théâtre National Algérien Mahieddine Bachtarzi | Das Théâtre National Algérien Mahieddine Bachtarzi, ehemals bekannt als Algiers Opera House, ist ein historisches Gebäude in Algier. Es wurde von den Architekten Charles Frédéric Chassériau und Justin Ponsard im barocken Revival-Stil entworfen und von 1850 bis 1853 erbaut. Nachdem es 1883 in Brand geriet, wurde es wieder aufgebaut. | Website            | |
| Algier | Opernhaus Algier                               | Das Opernhaus Algier ist ein neues Opernhaus in Algier. Es ist Geschenk der chinesischen Regierung an Algerien. |                    | Bild gesucht Der Benutzer Bernd Winnig wünscht sich an dieser Stelle ein Bild. Falls du dabei helfen möchtest, erklärt die Anleitung , wie das geht. |

### Südafrika
| Ort          | Opernhaus                | Details | Offizielle Website | Bild |
| ------------ | ------------------------ | --- | ------------------ | --- |
| Johannesburg | Joburg Theatre           | Das Joburg Theatre, früher als Johannesburg Civic Theatre bekannt, ist ein Theaterhaus im Stadtteil Braamfontein von Johannesburg. 1962 erbaut, wurde es Ende der 1980er Jahre renoviert, Anfang der 1990er Jahre und 2009 unter neuem Namen wiedereröffnet. Hier werden sowohl Broadway-Musicals als auch eigene Produktionen aufgeführt. | Website            | |
| Kapstadt     | Artscape Theatre Centre  | Das Artscape Theatre Centre (ehemals Nico Malan Theatre Centre) ist das wichtigste Zentrum für darstellende Kunst in Kapstadt. Es wurde im Jahr 1971 eröffnet. | Website            | |
| Kapstadt     | Cape Town Opera          | Die Cape Town Opera (CTO) im südafrikanischen Kapstadt, ist das einzige Opernhaus Afrikas mit ganzjährigem Betrieb. Die CTO verfügt mit dem Voice of the Nation Ensemble über einen weltweit renommierten Chor. | Website            | Bild gesucht Der Benutzer Bernd Winnig wünscht sich an dieser Stelle ein Bild. Falls du dabei helfen möchtest, erklärt die Anleitung , wie das geht. |
| Pretoria     | State Theatre (Pretoria) | Das State Theatre in Pretoria ist der größte Theaterkomplex in Afrika. | Website            | |